# Mattirolella silvestrii
Mattirolella silvestrii är en svampart som beskrevs av S. Colla 1929. Mattirolella silvestrii ingår i släktet Mattirolella och familjen Kathistaceae.   Inga underarter finns listade i Catalogue of Life.